# برکه سفید
برکه سفید، روستایی از توابع بخش علامرودشت شهرستان لامرد در استان فارس ایران است.

## جمعیت
این روستا در دهستان کهنویه قرار دارد و بر اساس سرشماری مرکز آمار ایران در سال ۱۳۸۵، جمعیت آن ۹۱ نفر (۱۵ خانوار) بوده‌است.